# Abraham Rotich
Pour les articles homonymes, voir Rotich.
Abraham Kipchirchir Rotich (né le 26 septembre 1993 au Kenya) est un athlète du Bahreïn, spécialiste du 800 m.

## Carrière
Le 20 juillet 2012, il court le 800 m en 1 min 43 s 13 à Monaco (stade Louis-II), record personnel alors qu'il était encore kényan.

## Palmarès
| Date | Compétition            | Lieu     | Résultat | Épreuve | Temps         |
| ---- | ---------------------- | -------- | -------- | ------- | ------------- |
| 2013 | Championnats panarabes | Doha     | 2e       | 800 m   | 1 min 46 s 52 |
| 2018 | Jeux asiatiques        | Jakarta  | 5e       | 800 m   | 1 min 47 s 05 |
| 2019 | Championnats panarabes | Le Caire | 3e       | 1 500 m | 3 min 44 s 34 |
| 2019 | Championnats d'Asie    | Doha     | 1er      | 1 500 m | 3 min 42 s 85 |

## Records
| Épreuve | Épreuve   | Temps         | Lieu      | Date             |
| ------- | --------- | ------------- | --------- | ---------------- |
| 800 m   | Plein air | 1 min 43 s 13 | Monaco    | 20 juillet 2012  |
| 800 m   | En salle  | 1 min 46 s 30 | Karlsruhe | 1er février 2014 |